# Estadio Piercesare Tombolato
El Estadio Piercesare Tombolato es un estadio de fútbol ubicado en la ciudad de Cittadella, Provincia de Padua, Italia. Inaugurado en 1981, posee una capacidad para 7.623 personas. Alberga los partidos de local de la Associazione Sportiva Cittadella de la Serie B Italiana.
El estadio debe su nombre a Piercesare Tombolato, un prometedor portero originario de Cittadella que falleció en el hospital local el 25 de marzo de 1957, tras recibir un golpe en el abdomen de un jugador rival en un partido contra el Calcio Padova.
El estadio fue inaugurado en la temporada 1981-82 cuando el Cittadella disputaba el entonces Campeonato Interregional (actual Serie D) y siempre ha acogido los partidos como local del equipo Granata con la excepción de las temporadas 2000-01 y 2001-02 de la Serie B, cuando el Cittadella disputó sus partidos como local en el Stadio Euganeo de Padua.
La capacidad del estadio se aumentó a 7.500 para la temporada 2008-09, para permitir que AS Cittadella jugara en su ciudad natal, aunque necesitaba una dispensa de la FIGC, que requiere un estadio de al menos 10.000 asientos para la Serie B. El primer juego en el estadio renovado fue contra el Ancona el 29 de noviembre de 2008.
El 25 de septiembre de 2015 se inauguró la cubierta de la Tribuna Este.

### Partidos internacionales
La Selección de fútbol sub-21 de Italia a disputado tres partidos en el estadio.
- El 22 de marzo de 2013, Italia venció en partido amistoso a Rusia por 2-0.[4]
- El 4 de septiembre de 2017, Italia venció en partido amistoso a Eslovenia por 4-1.[5]
- El 25 de marzo de 2025, Italia igualo 1-1 con Dinamarca en partido amistoso.